# فرودگاه مون‌مانیی
فرودگاه مون‌مانیی (به انگلیسی: Montmagny Airport) یک فرودگاه همگانی است که یک باند فرود آسفالت دارد و طول باند آن ۹۱۷ متر است. این فرودگاه در کشور کانادا قرار دارد و در ارتفاع ۱۰ متری از سطح دریا واقع شده‌است.